# Alexteroon hypsiphonus
Alexteroon hypsiphonus es una especie de anfibio anuro de la familia Hyperoliidae. Se distribuye por el sur de Camerún, República del Congo, Gabón, Guinea Ecuatorial y en el noroeste de Angola. Quizás también se encuentre en Nigeria. Habita junto a grandes ríos en selvas tropicales primarias. Pone sus huevos en hojas sobre pequeñas charcas en las cercanías de ríos.